# Ayensu
Ayensu är ett vattendrag i Ghana. Det ligger i den södra delen av landet, 50 km väster om huvudstaden Accra. Ayensu ligger vid sjön Oyibi Lagoon.